# Swobodny (Swerdlowsk)
Swobodny (russisch Свобо́дный) ist eine geschlossene (SATO) Siedlung städtischen Typs in der Oblast Swerdlowsk in Russland mit 8198 Einwohnern (Stand 14. Oktober 2010).

## Geographie
Der Ort liegt etwa 130 km Luftlinie nördlich des Oblastverwaltungszentrums Jekaterinburg, knapp 30 km nordöstlich der Großstadt Nischni Tagil und 10 km westlich der Stadt Werchnjaja Salda am Ostrand des Ural. Er befindet sich am Flüsschen Sewerka, das über die Issa zur Salda abfließt.
Swobodny bildet als dessen einzige Ortschaft einen gleichnamigen Stadtkreis.

## Geschichte
Der Ort wurde 1960 als geheime Militärsiedlung der Strategischen Raketentruppen der Sowjetunion gegründet. 1965 erhielt er den Status einer Siedlung städtischen Typs und den heutigen Namen, russisch für „frei“ (von swoboda, „Freiheit“). Die militärische Tarnbezeichnung war Nischni Tagil-39. Seit 1996 ist Swobodny Geschlossenes administrativ-territoriales Gebilde (SATO) und als solches in Form eines Stadtkreises direkt der Oblast unterstellt.

### Bevölkerungsentwicklung
| Jahr | Einwohner |
| ---- | --------- |
| 2002 | 9667      |
| 2010 | 8198      |

Anmerkung: Volkszählungsdaten

## Verkehr
Unweit der südwestlichen Ortsgrenze von Swobodny befindet sich die Station Iwa bei Kilometer 30 der 1912 eröffneten und seit 1967 elektrifizierten Eisenbahnstrecke Nischni Tagil − Alapajewsk. 4 km südöstlich führt die der Bahnstrecke folgende Regionalstraße 65K-1902 (ehemals R353) von Nischni Tagil nach Nischnjaja Salda (weiter als 65K-5501 nach Alapajewsk) vorbei.